# Euschmidtiidae
Euschmidtiidae zijn een familie van rechtvleugelige insecten die behoren tot de kortsprietigen. De familie werd voor het eerst wetenschappelijk gepubliceerd door Rehn in 1948.
De soorten binnen de familie komen voor in Sub-Saharisch Afrika en Madagaskar.

## Taxonomie
De familie telt circa 235 soorten binnen de volgende geslachten:
- Onderfamilie Euschmidtiinae Rehn, 1948
  -     - Geslacht Apteroschmidtia Descamps, 1973
    - Geslacht Caenoschmidtia Descamps, 1973
    - Geslacht Euschmidtia Karsch, 1889
    - Geslacht Kwalea Descamps, 1973
    - Geslacht Loboschmidtia Descamps, 1973
    - Geslacht Mastachopardia Descamps, 1964
    - Geslacht Microschmidtia Descamps, 1973
    - Geslacht Paraschmidtia Descamps, 1964
- Onderfamilie Pseudoschmidtiinae Descamps, 1964
  -     - Geslacht Macromastax Karsch, 1889
    - Geslacht Maroantsetraia Descamps, 1964
    - Geslacht Pauromastax Descamps, 1973
    - Geslacht Platymastax Descamps, 1964
    - Geslacht Trichoschmidtia Descamps, 1973

  - Geslachtengroep Apteropeoedini Descamps, 1964
    - Geslacht Ambatomastax Descamps & Wintrebert, 1965
    - Geslacht Apteropeoedes Bolívar, 1903
    - Geslacht Mastaleptea Descamps, 1971
    - Geslacht Tetefortina Descamps, 1964

  - Geslachtengroep Carcinomastacini Descamps, 1964
    - Geslacht Acanthomastax Descamps, 1964
    - Geslacht Carcinomastax Rehn & Rehn, 1945
    - Geslacht Sauromastax Descamps, 1964
    - Geslacht Teratomastax Descamps, 1964

  - Geslachtengroep Cryptomastacini Descamps, 1971
    - Geslacht Cryptomastax Descamps, 1971
    - Geslacht Dichromastax Descamps, 1971
    - Geslacht Scleromastax Descamps, 1971

  - Geslachtengroep Dendromastacini Descamps, 1971
    - Geslacht Acridomastax Descamps, 1971
    - Geslacht Dactulomastax Descamps, 1971
    - Geslacht Dendromastax Descamps & Wintrebert, 1965

  - Geslachtengroep Lavanonini Descamps, 1971
    - Geslacht Kratopodia Descamps, 1964
    - Geslacht Lavanonia Descamps, 1964
    - Geslacht Namontia Descamps, 1964

  - Geslachtengroep Lobomastacini Descamps, 1971
    - Geslacht Chromomastax Descamps, 1964
    - Geslacht Lobomastax Descamps, 1964
    - Geslacht Microlobia Descamps, 1964
    - Geslacht Wintrebertina Descamps, 1971

  - Geslachtengroep Micromastacini Descamps, 1971
    - Geslacht Micromastax Descamps, 1964

  - Geslachtengroep Parasymbellini Descamps, 1971
    - Geslacht Parasymbellia Descamps, 1964

  - Geslachtengroep Penichrotini Descamps, 1964
    - Geslacht Amatonga Rehn & Rehn, 1945
    - Geslacht Harpemastax Descamps, 1964
    - Geslacht Penichrotes Karsch, 1889
    - Geslacht Pseudamatonga Descamps, 1971
    - Geslacht Raphimastax Descamps, 1971
    - Geslacht Rhinomastax Descamps, 1971
    - Geslacht Xenomastax Descamps, 1964
    - Geslacht Xenoschmidtia Descamps, 1973

  - Geslachtengroep Pseudoschmidtiini Descamps, 1964
    - Geslacht Amalomastax Rehn & Rehn, 1945
    - Geslacht Eudirshia Roy, 1961
    - Geslacht Malagamastax Descamps, 1964
    - Geslacht Peoedes Karsch, 1889
    - Geslacht Pseudoschmidtia Rehn & Rehn, 1945

  - Geslachtengroep Sphaerophallini Descamps, 1971
    - Geslacht Descampsiella Özdikmen, 2008
    - Geslacht Sphaerophallus Descamps, 1964

  - Geslachtengroep Symbellini Descamps, 1971
    - Geslacht Isalomastax Descamps & Wintrebert, 1965
    - Geslacht Symbellia Burr, 1899
    - Geslacht Tapiamastax Descamps & Wintrebert, 1965
    - Geslacht Wintrebertella Descamps, 1964

  - Geslachtengroep Wintrebertini Descamps, 1971
    - Geslacht Elutronuxia Descamps, 1964
    - Geslacht Exophtalmomastax Descamps, 1964
    - Geslacht Parawintrebertia Descamps & Wintrebert, 1965
    - Geslacht Wintrebertia Descamps, 1964
- Onderfamilie Stenoschmidtiinae Descamps, 1973
  -     - Geslacht Stenoschmidtia Descamps, 1973